# Михајло Бјелаковић
Михајло Бјелаковић (Видрићи, 12. октобар 1912 — Сребреница, 10. јун 1944) био је учесник Народноослободилачке борбе и народни херој Југославије.

## Биографија
Члан КПЈ од 1941. године, у народноослободилачкој борби од јула 1941. године, борац Романијског НОП одреда, у Шестој источнобосанској ударној бригади од 13. марта 1942, замјеник команданта батаљона, командант Романијског НОП одреда и замјеник команданта 20. романијске НОУ бригаде. Његова породица живјела је у селу Височник(Хан Пијесак) на купљеном имању све до 12. јула 1943. године, када су сви на кућном прагу ликвидирани од стране Нијемаца, осим троје који су успјели побјећи (Мирко, Миња и Мишо). Михајло је погинуо 10. јуна 1944. године у борби против усташа код Кутузера, Сребреница.
Указом Председништва Антифашистичког већа народног ослобођења Југославије (АВНОЈ) 26. јула 1945. постхумно је одликован Орденом заслуга за народ другог реда. Указом Президијума Народне скупштине ФНР Југославије 5. јула 1951. проглашен је за народног хероја.